# Tom Kelley (fotografo)
Tom Kelley (Filadelfia, 12 dicembre 1919 – Los Angeles, 8 gennaio 1984) è stato un fotografo statunitense.

## Biografia
Fotografo di celebrità quali Gary Cooper, Greta Garbo, James Cagney, Clark Gable, Winston Churchill, Bob Hope, Marlene Dietrich, Joan Crawford, Jack Benny, John F. Kennedy, Dwight D. Eisenhower e Franklin D. Roosevelt.
Contattò il 27 maggio 1949 Marilyn Monroe per offrirle un impiego, per degli scatti di nudo con una ricompensa di 50 dollari. All'epoca l'attrice non era nota al pubblico e non avrebbe danneggiato nessuna immagine. Accettò quindi con in sottofondo, durante la posa per le foto, il disco Begin the Begune interpretato da Artie Shaw, come da lei richiesto.
Quella foto fu prima venduta per 900 dollari ad un editore che decise di farne un calendario sexy chiamato Miss Golden Dreams dove la fotografia venne riprodotta senza citare il nome della donna. Alla fine quello scatto fece il giro del mondo e fruttò 750.000 dollari.
Hugh Hefner comprò i diritti della fotografia utilizzandola per il primo numero della sua nuova rivista, Playboy. Nel 1952 per tale foto Monroe venne poi ricattata.
Fu anche giudice del concorso di bellezza di Miss Universo, nelle edizioni del 1952 e del 1956.